# 清水建美
清水 建美（しみず たてみ、1932年2月11日 - 2014年11月25日）は、植物学者。竹号は「鶯山」。
長野県松本市生まれ。福井県育ち。1954年福井大学学芸学部教育一部卒業。1960年京都大学大学院理学研究科植物学専攻博士課程満期退学、1963年理学博士。信州大学助手、教養部講師、助教授、1971年教授、1992年名誉教授、金沢大学理学部教授、名誉教授。外来種・帰化植物の研究が専門。
2011年11月瑞宝中綬章受章。

## 著書
清水の著作の一部はデジタル化され、インターネット上の国立国会図書館デジタルコレクションで公開されている。
- 『山の植物』全2巻　保育社 カラー自然ガイド 1974
- 『原色新日本高山植物図鑑』全2巻 保育社の原色図鑑 1982-83 
  - 第一巻 ISBN 4-586-30059-0 doi:10.11501/12601874 / 第二巻 ISBN 4-586-30060-4 doi:10.11501/12601876
- 『検索入門高原と高山の植物』全4巻 保育社 1986-87 ISBN 4-586-31018-9 doi:10.11501/12602070
- 『図説植物用語事典』八坂書房 2001 ISBN 4-89694-479-8

### 共著編著
- 『日本アルプスの花と蝶』河野昭一,藤岡知夫共著 創土社 1979 doi:10.11501/12614110 のち大学教育社 ISBN 4-924376-00-0 doi:10.11501/12614243
- 『日本アルプスの花』水越武写真 講談社 1986 ISBN 4-06-202783-6 doi:10.11501/12614165
- 『乗鞍の自然』編著 信濃毎日新聞社 1990
- 『日本草本植物根系図説』梅林正芳図 平凡社 1995 ISBN 4-582-50614-3 doi:10.11501/13640356
- 『中国天山の植物』近田文弘共著 トンボ出版 1996 ISBN 4-88716-091-7 doi:10.11501/14224721
- 『見つけたい楽しみたい野の植物』近田文弘共著 旺文社 アレコレ知りたいシリーズ 2000
- 『高山に咲く花』編 木原浩写真 山と溪谷社 山溪ハンディ図鑑 2007
- 『日本の帰化植物』編 平凡社 2003 ISBN 4-582-53508-9
- 『帰化植物を楽しむ』近田文弘,濱崎恭美共編 トンボ出版 2006 ISBN 4-88716-156-5

### 監修
- 『四季の高原』監修 地人書館 自然観察の手引き 1979 doi:10.11501/12604555
- 『長野県植物誌』監修 長野県植物誌編纂委員会編著 信濃毎日新聞社 1997 ISBN 4-7840-9725-2 doi:10.11501/14214184
- 『草木花歳時記 秋の巻』稲畑汀子,木原浩共監修 朝日新聞社 1998　のち文庫 ISBN 4-02-340201-X doi:10.11501/14161529
- 『草木花歳時記 夏の巻』川崎展宏,木原浩共監修 朝日新聞社 1999　のち文庫 ISBN 4-02-340203-6
- 『草木花歳時記 春の巻』金子兜太,木原浩共監修 朝日新聞社 1999　のち文庫 ISBN 4-02-340202-8
- 『草木花歳時記 冬の巻』飴山實,木原浩共監修 朝日新聞社 1999　のち文庫 ISBN 4-02-340204-4
- 『草木花歳時記 拾遺百花選』飴山實,木原浩共監修 朝日新聞社編 朝日文庫　2006

翻訳
- J.W.ブレイナード『自然保護ハンドブック』長野県自然保護の会訳 桜井善雄共監訳 地人書館 1974 doi:10.11501/12626650

## 論文
- Cinii

## 注
1. ↑  お偲び
2. ↑  “清水 建美  SHIMIZU Tatemi”.   KAKEN. 2022年9月2日閲覧。
3. ↑  『現代日本人名録』
4. ↑  “平成23年秋の叙勲 瑞宝中綬章受章者” (PDF).  内閣府. p. 10 (2011年11月3日). 2016年3月5日時点のオリジナルよりアーカイブ。2023年4月6日閲覧。